# The Road (sztuka)
The Road – sztuka teatralna Wolego Soyinki opublikowana w 1965 roku, której akcja rozgrywa się w latach 60. XX wieku w Nigerii. Sztuka miała premierę podczas Commonwealth Arts Festival w Londynie w 1965. 

## Treść
Bohaterowie sztuki "The Road" to postacie mieszkające w baraku, służącym jednocześnie za sklep z częściami z wypadków samochodowych. Właścicielem sklepu "Aksident Store–all parts availebul" jest Profesor – były nauczyciel szkółki niedzielnej dorabiający fałszowaniem dokumentów, (aktualnie ze względu na podeszły wiek – jedynie na pół etatu). Pozostałe mieszkające w szopie postaci są w ten czy inny sposób powiązane interesami z postacią Profesora. Kotonu, były kierowca obecnie cierpiący na "fobię szosową", jeździ na miejsca wypadków i zbiera używane części samochodowe, które następnie wystawiane są na sprzedaż w "Aksident Store". Pomaga mu w tym jego były naganiacz Samson, była gwiazda firmy "Motor Parks", który z wyjątkową biegłością posługuje się Pidgin English. Jego najlepszy kolega, Salubi, zamierza namówić Profesora, aby sfałszował dla niego zawodowe prawo jazdy. Sklep jest też miejscem spotkań dla innych postaci – polityk Chief-In-Town rekrutuje tutaj zbirów dla ochrony swoich politycznych mityngów; za kilka gramów marihuany pomaga mu w tym szef miejscowej szajki Say Tokyo Kid, a całości dogląda policjant Particulars Joe. 
"The Road" jest osadzona w scenerii społecznego marginesu, gdzie fałszerstwo, przemyt czy narkotyki są chlebem powszednim bohaterów, a nawet morderstwo nie jest im obce. Bohaterowie uczestniczą w życiu kościoła chrześcijańskiego, natomiast kultura i wierzenia tradycyjne wydają się być im obce. Poza ulicznymi obchodami Święta Kierowców (z użyciem jorubskiej maskarady i tańców), które jednak odbywają się na marginesie akcji dramatu oraz skromną wiarą w duchy drewna Say T. Kida, w życiu bohaterów brak jest tradycyjnych wierzeń. Tradycyjna kultura jorubska niepodzielnie włada za to ulicami miejscowości, którymi paraduje maskarada egungun. 
Zarówno praca jak i styl życia, ubiór i zachowania bohaterów, przejęte są z kultury europejskiej. Aktywni od samego rana borykają się z typowymi dla ludzi zachodu problemami: bezrobociem, zmęczeniem zawodem, narkotykami. Żyją nadzieją na lepszą przyszłość, spędzając całe godziny na jałowych dyskusjach. Podstawą ich utrzymania jest sprzedaż części z wypadków samochodowych. Z braku lepszego zajęcia, jeżdżą oni na miejsca wypadków i jak hieny oczyszczają wraki ze wszystkich użytecznych jeszcze części i ubrań, by sprzedawać je później w swoim warsztacie. Droga jest ich religią i filozofią. Wielokrotnie nawiązują do niej w swoich dialogach. Nawet policjant Particulars Joe wierzy, że bóg jest Drogą. Samson przyrównuje z kolei drogę do kobiety. Jedyną osobą, której filozofia wykracza poza pojęcia związane z transportem jest Profesor, który jawi się nam jako wierny sługa Słowa.
Sztuka podzielona jest na dwie, mniej więcej równej długości części. W pierwszej powoli zapoznajemy się z bohaterami. Z ich dialogów dowiadujemy się o ich problemach i poznajemy ich styl życia. Część ta kończy się sceną walki o władzę w sklepie, pomiędzy Samsonem a Profesorem i jego pomocnikiem Murano. W drugiej części sceny dochodzenia prowadzonego przez Particulars Joe w związku z zabójstwem popełnionym na Święcie Kierowców przeplatają się ze wspomnieniami i wynurzeniami Samsona. Pod koniec drugiej odsłony Profesor ginie ugodzony nożem podczas przypadkowej szamotaniny z Say Tokio Kidem.
Na końcu dramatu zamieszczony jest praktyczny, krótki słownik wyrażeń Pidgin English oraz tłumaczenie niektórych użytych w tekście zwrotów jorubskich.